# Université Espoir du Congo

A ne pas confondre avec Université Espoir de l'Afrique
L’université Espoir du Congo (UEC) est une université privée de  la République démocratique du Congo, située dans la province du Sud-Kivu, dans la ville de Baraka. Sa langue d'enseignement est le français.

## Histoire
Fondée par l'Eglise libre méthodiste du Congo, elle était censée dispenser un enseignement en français et en anglais, vu les liens de cette église avec les Etats-Unis d'Amérique et l'espoir que des professeurs étasuniens viennent y enseigner. Mais cela ne s'est pas encore concrétisé. Elle devient autonome en 2010 à la suite d'un arrêté ministériel  du 27 septembre 2010, portant autonomisation de quelques extensions des établissements de l’enseignement supérieur et universitaire.
Depuis le premier avril 2021, le recteur de cet établissement est le professeur Elisée Byelongo Isheloke.

## Facultés
- Faculté d'Agronomie
- Faculté de Droit
- Faculté des Sciences sociales, politiques et administratives
- Faculté des Sciences économiques et de gestion
- Faculté de langues, espéranto et interlinguistique